# Afer echinatus
Afer echinatus là một loài ốc biển lớn, là động vật thân mềm chân bụng sống ở biển trong họ Buccinidae.